# 小行星3086
小行星3086（3086 Kalbaugh）是一颗围绕太阳公转的小行星。1980年12月4日，愛德華·鮑威爾在可可尼诺县发现了此天体。
該小行星以智利天文學家威廉·利勒的父親卡羅爾·卡爾保·利勒（Carroll Kalbaugh Liller）命名。
这颗小行星的绝对星等为281.7483687678222等。